# Grzegorz Miśtal
Grzegorz Miśtal (ur. 19 stycznia 1973 w Krakowie) – polski aktor filmowy, telewizyjny oraz teatralny, dziennikarz i prezenter. Prowadzi Studio Oprawowe TVP, program Halo Polonia w TVP Polonia, program katolicki Między Ziemią a Niebem w TVP1 oraz Telewizyjny Kurier Warszawski i program Twoje Sprawy w TVP3 Warszawa.

## Życiorys
Ukończył VI Liceum Ogólnokształcące im. Adama Mickiewicza w Krakowie. Tam też ukończył w 1996 Państwową Wyższą Szkołę Teatralną, rok później otrzymując dyplom.
Na antenie TVP1 od 1999 do 2012 był gospodarzem oprawy telewizyjnej. W latach 2009–2012 prowadził poranny program Kawa czy herbata?. Od 2002 do 2012 prowadził program społeczny Ktokolwiek widział, ktokolwiek wie o poszukiwaniu ludzi zaginionych. Pod koniec 2012 objął prowadzenie programów TVP Warszawa: Telewizyjny Kurier Warszawski, Wywiad Kuriera, Pod lupą, a także TVP Regionalna: Raport z Polski. Został też trenerem wystąpień publicznych w Akademii TVP, a na początku maja 2016 także współprowadzącym program Halo Polonia w TVP Polonia.
Obsługiwał dziesiątki ważnych wydarzeń, takich jak m.in.: 60. rocznica oswobodzenia obozu Auschwitz-Birkenau, pielgrzymka papieża Benedykta XVI, otwarcie Cmentarza Orląt Lwowskich, zaprzysiężenia Prezydentów RP czy transmisje ceremonii państwowych z placu Piłsudskiego.
Prowadzi również działalność gospodarczą opartą na usługach konferansjerskich.

## Filmografia
- Spis cudzołożnic (1994), film fabularny, jako mężczyzna w barze
- Koriolan (1995) spektakl Teatru Telewizji
- Sara (1997) film fabularny, jako koszykarz
- Kram z piosenkami (1997), spektakl Teatru Telewizji
- Boża podszewka (1997), serial fabularny, jako żołnierz AK
- Klan (1997-2015), serial fabularny, jako adwokat Adam Horecki
- Pierwszy milion (1999) serial fabularny, jako mężczyzna w dyskotece
- Ostatnia misja (1999), film fabularny, jako recepcjonista
- Lokatorzy (2001), serial fabularny, jako Adam, chłopak Zuzi, znawca filmów
- Rodzinka (2004), serial fabularny, jako pacjent
- Na dobre i na złe (2004), jako on sam, prowadzący program Ktokolwiek widział, ktokolwiek wie
- Po latach niewoli wstaje Polska...1914 – 1918 (2008), film dokumentalny, jako dziennikarz
- Boisko dla bezdomnych (2008), film fabularny, jako on sam, prowadzący program Ktokolwiek widział, ktokolwiek wie
- Ocalony świat (2014) serial dokumentalny, prowadzący i narrator